# Niels Bjørnsen Møller
Niels Bjørnsen Møller, auch Nils Björnson Möller (* 10. Juli 1827 in Eiker bei Drammen, Norwegen; † 5. Dezember 1887 in Düsseldorf), war ein norwegischer Landschafts- und Marinemaler der Düsseldorfer Schule.

## Leben
Nachdem Møller bei den Malerfreunden (Malersvenn) in Drammen 1850 eine erste künstlerische Ausbildung erhalten hatte, ging er 1851 auf die Königliche Zeichenschule in Christiania. Dort malte er ein (technisch unvollkommenes) Porträt seines Freundes und Mitschülers Lars Hertervig. 1852 besuchte er die Königlich Dänische Kunstakademie in Kopenhagen. Im Jahr darauf folgte er Hertervig nach Düsseldorf, der dort 1852/1853 Privatunterricht bei Hans Fredrik Gude genommen hatte und 1853/1854 von Erik Bodom unterrichtet wurde. Von 1855 bis 1857 war Møller an der Kunstakademie Düsseldorf eingeschrieben. An der Akademie besuchte er die Landschafterklasse von Gude. Ab 1857 wechselte er in dessen Privatunterricht. Nach dem Studium nahm er festen Wohnsitz in Düsseldorf, von wo aus er Studienreisen nach Norwegen und Schweden, in Deutschland, in die Schweiz und in die Niederlande sowie nach Paris unternahm.
1860 heiratete er die schwedische Malerin Jeanette Holmlund, die seit 1858 in Düsseldorf eine private Ausbildung erhielt. Ab 1863 wohnte bei ihnen auch die Landschaftsmalerin Josefina Holmlund, Møllers Schwägerin. Mit Jeannette hatte er mehrere Kinder, darunter den in Düsseldorf geborenen Sohn Björn (1861–1907), der von 1879 bis 1885/1886 an der Kunstakademie Düsseldorf studierte, dort schließlich unter Eugen Dücker ein Landschaftsmaler wurde und 1887 auf einer Ausstellung des Kunstvereins für die Rheinlande und Westfalen debütierte, sowie die ebenfalls in Düsseldorf geborene Tochter Johanna (1870–1936), die 1895 den schwedischen Ökonomen Gustav Cassel heiratete.
Von 1862 bis zu seinem Tod war Møller Mitglied des Künstlervereins Malkasten.

## Werke (Auswahl)

Landschaft mit weidenden Kühen, 1855

- Landschaft mit weidenden Kühen, 1855
- Fjordlandschaft, 1861, Nationalmuseum Oslo
- Lodshavn an der schwedischen Westküste, ausgezeichnet mit einer Medaille auf der Weltausstellung 1873, Wien
- Sicherheitshafen in Lysekil, 1874, Schwedisches Nationalmuseum